# Guy Evéquoz
Guy Evéquoz, né le 20 avril 1952, est un escrimeur et maître d'armes suisse.

## Biographie
Guy Evéquoz est le frère des escrimeurs Jean-Blaise Evéquoz et Grégoire Evéquoz et le fils de l'escrimeur Michel Evéquoz.
Il a gagné une médaille d'argent par équipe (épée) aux Jeux olympiques de Munich en 1972.
Il est le fondateur du Cercle d'escrime de Sierre dont il est le maître d'armes de 1997 à 2013.

### Famille
Guy Evéquoz est le père de l'escrimeuse Éléonore Evéquoz et de l'escrimeur Guillaume Évéquoz.

## Club
- Cercle d'escrime de Sierre (maître d'armes)
- Société d'escrime de Sion

## Palmarès
- Championnats suisses :
  -  : Champion Suisse à l'épée en 1973 et 1975
  -  : Champion Suisse par équipe à l'épée en 1974, 1976, 1977, 1978, 1979
  -  : Champion Suisse par équipes au fleuret en 1974, 1975 et 1978.

- Jeux olympiques :
  -  : 2e par équipe aux Jeux olympiques de Munich en 1972

- Coupes du monde :
  -  : 2e coupe du monde de Milan 1973.
  -  : 3e coupe du monde Heidenheim 1975.
  -  : 2e coupe du monde Heidenheim 1978.

- Championnats du monde militaire :
  -  : Champion du monde militaire par équipe en 1975 à Vienne.

- Championnats du monde Juniors :
  -  : Champion du monde junior individuel en 1972 à Madrid.